# Stazione di Vairano-Caianello
Stazione di Vairano-Caianello vasútállomás Olaszországban, Vairano Patenora településen.

## Vasútvonalak
Az állomást az alábbi vasútvonalak érintik:
- Róma–Cassino–Nápoly-vasútvonal

## Kapcsolódó állomások
A vasútállomáshoz az alábbi állomások vannak a legközelebb:
- Stazione di Riardo-Pietramelara
- Stazione di Tora-Presenzano
- Stazione di Sesto Campano